# Villafranca de Duero
Villafranca de Duero es un municipio y localidad española de la provincia de Valladolid, en la comunidad autónoma de Castilla y León. Cuenta con una población de 241 habitantes (INE 2024).

## Geografía
Situado en la margen izquierda del río Duero y muy cerca del embalse de San José. Limita al norte con Toro (Zamora), al sur con Castronuño, al este con el Duero y San Román de Hornija y al oeste con Villabuena del Puente (Zamora).

## Historia
Su nombre indica que el lugar fue repoblado por francos (franceses) sobre el siglo XI.
Hacia mediados del siglo XIX, el lugar tenía contabilizada una población de 157 habitantes. Aparece descrito en el decimosexto volumen del Diccionario geográfico-estadístico-histórico de España y sus posesiones de Ultramar de Pascual Madoz de la siguiente manera:

VILLAFRANCA: l. con ayunt. en la prov., aud. terr. y c. g. de Valladolid (10 leg.), part. jud. de Nava del Rey (3), dióc. de Zamora: sit. en llano, con buena ventilacion y clima sano: tiene 49 casas, la consistorial, escuela de instruccion primaria, á cargo de un maestro dotado con 500 rs. y las retribuciones de los discípulos; una igl. parr. (Sta. Maria Magdalena) servida por un cura de provision ordinaria y presentacion del seminario conciliar de Salamanca: confina el term. con los de Castronuño, Toro y San Roman de la Hornija; dentro de él se encuentra una ermita (el Humilladero); el terreno, atravesado por el r. Duero, es de buena calidad y de secano: comprende una alameda que llaman Plantío Real. caminos: los locales. prod. cereales, legumbres, vino y buenos pastos, con los que se mantiene ganado lanar, vacuno y mular, hay caza de liebres, conejos y perdices, pesca de barbos y anguilas. pobl.: 40 vec., 157 alm. cap. prod.: 416,220 rs. imp. 41,002.
(Madoz, 1850, p. 128)

## Demografía
Cuenta con una población de 241 habitantes (INE 2024).
| Gráfica de evolución demográfica de Villafranca de Duero entre 1842 y 2021                                                                                                |
| |
| Población de derecho según los censos de población del INE Población de hecho según los censos de población del INEEn estos censos se denominaba Villafranca: 1842 y 1857 |

## Economía
El municipio depende de las actividades agrícolas y ganaderas. Produce vinos blancos con D.O. de Rueda y vinos tintos con D.O. de Toro.

## Patrimonio
En la localidad hay una iglesia bajo la advocación de Santa María Magdalena. Antiguamente fue edificio de ladrillo y tapial que estaba cubierto con una armadura de madera de par y nudillo. El actual edificio moderno, edificado en 1981, conserva la misma vocación. Entre su imaginería destaca un crucificado románico de fines del siglo XII y una bien conservada Santa María Magdalena del siglo XVI.

## Festividades
- Santa María Magdalena (22 de julio): fiestas patronales de las que son característicos los toros y las verbenas
- San Isidro Labrador (15 de mayo)
- San José Obrero (1 de mayo)
- Santa Águeda (5 de febrero)
- Carnavales: Domingo Gordo y martes de Carnaval.
- Miércoles de Ceniza: Celebración del Indio.